# Aleksandrów (Piotrków)
Pour les articles homonymes, voir Aleksandrów.
Aleksandrów (prononciation [alɛkˈsandruf]) est un village de la gmina d'Aleksandrów, du powiat de Piotrków, dans la voïvodie de Łódź, situé dans le centre de la Pologne.
Le village est le siège administratif (chef-lieu) de la gmina appelée gmina d'Aleksandrów.
Il se situe à environ 26 kilomètres au sud-est de Piotrków Trybunalski (siège du powiat) et 68 kilomètres au sud-est de Łódź (capitale de la voïvodie).
Sa population s'élevait approximativement à 200 habitants en 2006.

## Administration
De 1975 à 1998, le village était attaché administrativement à l'ancienne voïvodie de Piotrków.

Depuis 1999, il fait partie de la nouvelle voïvodie de Łódź.